# Newcastle (Oklahoma)
Pour les articles homonymes, voir Newcastle.
Newcastle est une ville située dans l’État américain de l'Oklahoma, dans le comté de McClain.
Newcastle fait partie de l'agglomération d'Oklahoma City. La cité comptait 7 685 habitants en 2010, ce qui en fait la plus grande ville du comté.

## Source
- (en) Cet article est partiellement ou en totalité issu de l’article de Wikipédia en anglais intitulé « Newcastle, Oklahoma » (voir la liste des auteurs).